# Arysteusz
Arysteusz (gr. Aristeos, łac. Aristeus) – imię męskie pochodzenia greckiego. Oznacza: „szlachetny, arystokrata”. Żeńska wersja imienia: Arystea.
Grecki bóg rolnictwa i hodowców zwierząt, syn Apollona (zob. Aristajos).